# Nova Kapela (Dubrava)
Nova Kapela je malo mjesto u općini Dubrava u Zagrebačkoj županiji.

## Zemljopis
Nova Kapela je udaljena 6 km od naselja Dubrava i 60 km vožnje od Zagreba. Glavna cesta kroz mjesto je županijska cesta Ž3042.  

## Povijest
Godine 1941. donesena je Naredba o promjeni imena sela i katastarske općine Srpska Kapela u Hrvatska Kapela.

## Stanovništvo
Prema popisu stanovništva iz 2001. godine Nova Kapela ima 279 stanovnika. Nova Kapela je drugo najveće mjesto u općini, odmah poslije sjedišta općine, naselja Dubrava.
| broj stanovnika | 368   | 379   | 369   | 324   | 416   | 751   | 760   | 842   | 493   | 492   | 403   | 369   | 318   | 247   | 279   | 243   | 207   |
|                 | 1857. | 1869. | 1880. | 1890. | 1900. | 1910. | 1921. | 1931. | 1948. | 1953. | 1961. | 1971. | 1981. | 1991. | 2001. | 2011. | 2021. |

## Šport
U Novoj Kapeli je oformljen Nogometni klub "Croatia".

### Članci
- Samardžija, Marko. 2003. Promjene imena hrvatskih naseljenih mjesta od mjeseca travnja do kraja godine 1941. Folia onomastica Croatica. Filozofski fakultet Sveučilišta u Zagrebu. Zagreb.  (12/13): 425–432